# Olestra

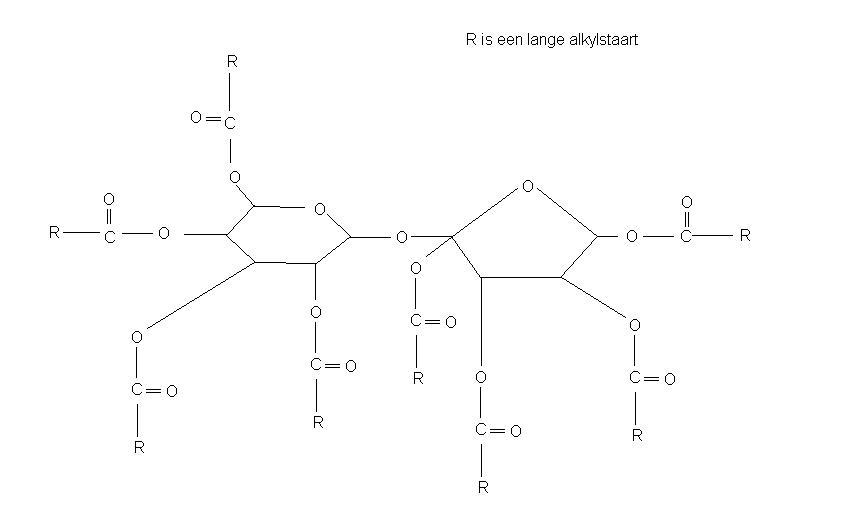
Structuurformule van Olestra, de lange alkylstaart is in dit geval een vetzuur

Olestra is een vetachtige chemische stof die als 'namaakolie' gebruikt kan worden. De stof kan in principe als vet worden verwerkt in eten maar wordt in de darm niet opgenomen. Olestra mag echter slechts worden gebruikt voor de bereiding van zoutjes.
Echte vetten zijn triglyceriden: het zijn esters van vetzuurmoleculen en het alcohol glycerol. Deze esters worden in het darmkanaal afgebroken door vetafbrekende enzymen, de lipasen genaamd (zie enzym). Olestra is daarentegen een stof die wel vet aanvoelt en ook vet smaakt maar die niet tot de vetten behoort omdat de vetzuren niet gebonden zijn aan glycerol maar aan koolhydraten. Hierdoor zijn de lipasen niet werkzaam op het olestra en levert olestra ook geen energie. Het lichaam kan er dus niets mee en dus wordt het ook niet opgeslagen in het lichaam.
We scheiden ze dus onveranderd uit.
Hoewel niet aangetoond is dat olestra een negatief effect heeft op de in water oplosbare vitaminen B en C of medicijnen, blijkt het wel effect te hebben op de in vet oplosbare vitamine A, D, E en K en carotenoïden, die met de olestra het lichaam verlaten en dus minder worden opgenomen.